# Liguri
██ Liguri
██ Veneti
██ Etruščani
██ Piceni
██ Umbri
██ Latini
██ Osci
██ Mesapi
██ Grci
Liguri (grč.: Λίγυες; lat.: Ligures, jednina Ligus ili Ligur) jesu antički narod koji je dao svoje ime talijanskoj pokrajini Liguriji koja se nekoć protezala od sjeverne Italije do južne Galije. Prema Plutarhu sami su sebe nazivali Ambroni, što znači narod vode. Liguri su nastanjivali područje današnje Ligurije, sjeverne Toskane te dijelove Pijemonta, Emilije-Romagne, Lombardije, Švicarske, Austrije, Bavarske i južne Francuske.
Klasični izvori navode da se ligursko područje protezalo i dalje u središnju italiju (Taurisci): prema Heziodovim Katalozima (početak 6. st. pr. Kr.) bili su jedan od tri glavna barbarska naroda svijeta, koji su vladali zapadnom granicom poznatog svijeta (druga dva su Etiopljani na jugu i Skiti na istoku). Avienus, u prijevodu jednog putopisnog zapisa najvjerojatnije iz Massalije (današnji Marseille, 4. stoljeće pr. Kr.), govori o ligurskoj hegemoniji na području koje se protezalo sve do Sjevernog mora dok ih nisu potisnuli Kelti. Ligurski toponimi mogu se pronaći i na Siciliji, u dolini rijeke Rajne, na Korzici i Sardiniji.

## Podrijetlo i povijest
Ne zna se pouzdano jesu li bili predindoeuropski narod blizak Iberima, posebni indoeuropski ogranak italskih i keltskih obilježja ili čak ogranak Kelta ili Italika. Uočena je i srodnost Ligura i Leponta. Jedna druga teorija njihovo podrijetlo prati do Baetice (današnja Andaluzija) i južne Luzitanije (današnji Algarve i Alentejo u Portugalu).
Ligure su najprije asimilirali Gali, što je rezultiralo Keltsko-ligurskom kulturom, a potom Rimljani.
U 5. i 4. stoljeću pr. Kr. intenziviraju se njihovi trgovački kontakti s Etruščanima, Kartažanima, Kampancima, te iznad svega s Grcima iz Atene i Marseillea. Grad Genova, kojega su nastanjivali Liguri Genuati, bila je važno trgovačko sjedište.
Od 3. stoljeća pr. Kr. Liguri su na putu rimske ekspanzije s juga. Sukob između ta dva naroda bio je dugotrajan i krvav. Tijekom Drugog punskog rata Liguri Hanibalovoj vojsci osiguravaju vodiče prilikom prelaska Apenina, te sudjeluju na strani Kartažana u bitki kod Trebije 218. pr. Kr, u kojoj Kartažani pobjeđuju Rimljane. Nakon konačnog Hanibalovog poraza u bitki kod Zame 203. pr. Kr. Rim nastavlja s osvajanjem ligurskog područja. Otpor Ligura slomljen je tek 155. pr. Kr.

## Jezik
Od ligurskog jezika danas poznajemo samo toponime i antroponime, prepoznatljive po sufiksu -asca ili -asco. Najvjerojatnije se radi o pre-indoeuropskom jeziku s keltskim i latinskim utjecajima.
Prema jezikoslovcu Xavieru Delamarreu ligurski je keltski jezik sličan galskom.

## Običaji
Bili su vješti u poljoprivredi, metalurgiji, trgovini, lovu, ali i na zlu glasu zbog pljačke i gusarstva. Živjeli su u utvrđenim naseobinama s raspršenim kolibama, najčešće na planinskim obroncima.
Društvo se dijelilo na tri glavne kaste (vojska, svećenici i obrtnici). Povezani su u plemena (pagu) od kojih je svako imalo svog kralja (rix). Vladao je egalitarijanski duh, i osim plemenskog vođe nisu postojale veće društvene razlike među ostatkom populacije. Običaj gostoprimstva bio je svetinja. Slično kao kod Etruščana, žene su uživale znatnu slobodu i emancipaciju.
Ratovali su goli ili polugoli, oslikanih tijela, ne bi li tako zaplašili protivnike, naoružani dugim kopljima (zvanim bug), duguljastim štitovima, a mačevi su im bili loše kvalitete zbog korištenja mekih metala. Borbu lukom i strijelom smatrali su nečasnom, jer se izbjegava sukob licem u lice. Kasnije su prihvatili rimske tehnike ratovanja, uključujući i oklopljena kola.

## Plemena
Antički povjesničari spominju brojna ligurska plemena (zvana pagu):
- Alpini (ili Montani) (u unutrašnjosti Savone)
- Apuani (u Lunigiani, današnje pokrajine Massa Carrara i La Spezia)
- Bimbelli
- Bagienni (ili Vagienni) (u području Bene Vagienna)
- Briniati (ili Boactes) (u području Brugnata)
- Celelates
- Cerdiciates
- Commoni
- Cosmonates (u području Castellazzo Bormida)
- Deciates (u današnjoj Provansi)
- Epanterii
- Euburiates
- Friniates (u današnjem Frignanu)
- Garuli
- Genuates (ili Genuenses) (u i oko Genove)
- Helysici (oko Narbonne)
- Hercates
- Ilvatesv (ili Iluates) (na otoku Elba)
- Iriates (ili Ilvates, Iluates?) (u području Tortone, Voghere i Libarne)
- Ingauni
- Intemelii
- Langati (ili Langensi) (sjeverno od Genuata)
- Lapicini (ili Lapicinii)
- Laevi (uz rijeku Ticino u području Pavije)
- Libici (ili Libui)
- Magelli (ili Mucelli) (u regiji Mugello)
- Marici (oko rijeka Orba, Bormida i Tanaro)
- Oxybii (ili Oxibii) (u današnjoj Provansi)
- Sabati (u području Vado Ligure)
- Salassi (u današnjoj dolini Aosta)
- Salluvii (ili Saluvii) (ako se razlikuju od Salyesa) (u današnjoj Provansi)
- Salyes (ili Salii, također i Salluvii, Saluvii?) (u današnjoj Provansi)
- Statielli (ili Statiellates) (u dolinama rijeka Orba, Bormida i Tanaro)
- Sueltri (ili Suelteri)
- Taurini (ili Taurisci)
- Tigulli (ili Tigullii)
- Vediantii
- Veiturii (zapadno od Genuata, u i oko grada Voltri)
- Veleiati (ili Veliati) (između Veleije i Libarne)
- Veneni
- Vocontii (u današnjoj Provansi, na istočnoj obali rijeke Rhône)